# Rodniki (Kaliningrad, Gurjewsk)
Rodniki (russisch Родники, deutsch Preußisch Arnau, Arnau-Pregel, Arnau und Jungferndorf) ist eine Siedlung in der russischen Oblast Kaliningrad, die aus drei ehemals eigenständigen Ortschaften besteht. Sie gehört zur kommunalen Selbstverwaltungseinheit Stadtkreis Gurjewsk im Rajon Gurjewsk.

## Geographische Lage
Das Dorf liegt im historischen Ostpreußen, etwa zehn Kilometer östlich des Zentrums der Stadt Kaliningrad (Königsberg), nördlich an den Neuen Pregel (russisch: Nowaja Pregolja) anschließend. 

## Geschichte

### Preußisch Arnau

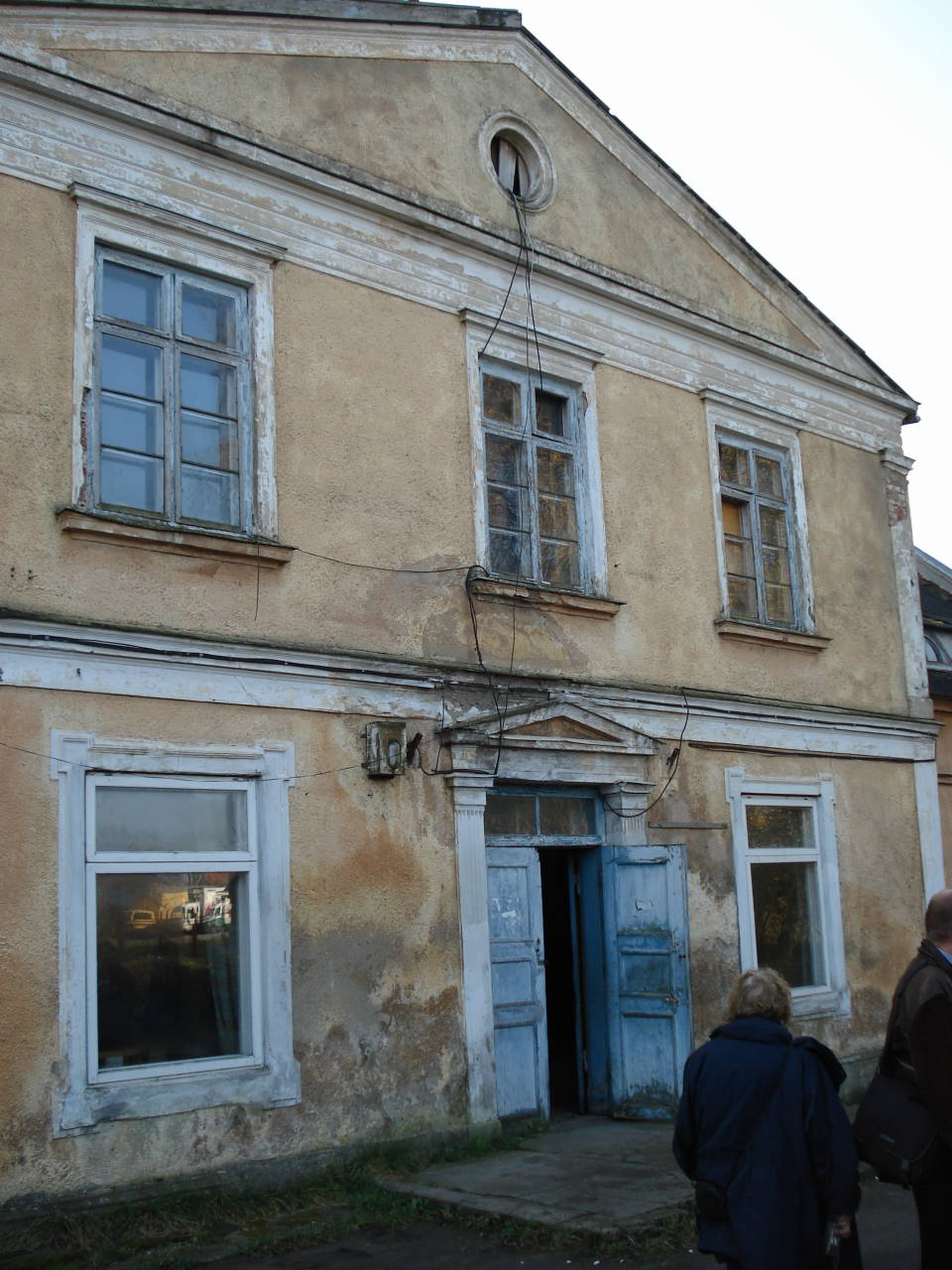
Ehemaliges Gutshaus in Preußisch Arnau (2007)

Der früher Preußisch Arnau genannte nördliche Ortsteil war ein Gutsdorf. In seiner Nähe wurde auf einem Hügel ein Fürstengrab gefunden. 1874 wurde Preußisch Arnau in den Amtsbezirk Arnau eingegliedert. Im Jahre 1910 zählte der Ort 189 Einwohner. Am 15. November 1928 gab Preußisch Arnau seine Eigenständigkeit auf: das Vorwerk Wangnicken (heute russisch: Saosjorje) kam zu Palmburg (Pribreschnoje), während der restliche Ort in die Landgemeinde Arnau eingemeindet wurde.

### Arnau (Marjino)

Arnau, östlich von Königsberg, auf einer Landkarte von 1910.

Das ehemalige Arnau (nach 1320 Arnowo, vor 1540 Arhnaw, nach 1540 Arnaw, bis 1946 Arnau, nach 1946: Marjino) bildet den südlichen Teil von Rodniki. Es wurde erstmals im Jahre 1304 urkundlich erwähnt. An dem Hasenberg, einem Steilhang zum Pregel, befand sich eine prußische Fliehburg. An dieser Stelle errichtete der Orden ein festes Haus, das 1320 urkundlich erwähnt wurde. Hiervon blieben jedoch keine Überreste. Westlich der Kirche Arnau und seinem ehemaligen Friedhof liegt ein großes Gräberfeld aus der Zeit der Prußen.
Der Große Kurfürst verlieh dem Diplomaten Fabian Kalau vom Hofe (1610–1678) die Güter Arnau und Fünflinden (heute russisch: Prochorowka). Im Jahre 1826 erwarb Oberpräsident Theodor von Schön (1773–1856) Arnau.
Am 30. April 1874 wurde Arnau Sitz und namensgebender Ort des neu errichteten Amtsbezirks Arnau. Im Jahre 1910 lebten in Arnau 108 Einwohner.
Am 15. November 1928 wurde das Nachbardorf Preußisch Arnau – ohne das Vorwerk Wangnicken (russisch: Saosjorje) – nach Arnau eingemeindet, nachdem bereits am 30. September 1928 ein Teil des Gutsbezirks Maternhof eingegliedert worden war. Die Einwohnerzahl stieg bis 1933 auf 403 und betrug 1939 bereits 439.
Nach Besetzung im Frühjahr 1945 gegen Ende des Zweiten Weltkriegs durch die Rote Armee wurde das nördliche Ostpreußen und mit ihm Arnau von der Sowjetunion besatzungsrechtlich in eigene Verwaltung genommen. Im Jahr 1947 erhielt der Ort die russische Bezeichnung Marjino und wurde gleichzeitig dem Dorfsowjet Nisowski selski Sowet im Rajon Gurjewsk zugeordnet.

#### Amtsbezirk Arnau (1874–1945)
Zwischen 1874 und 1945 bestand der Amtsbezirk Arnau im Landkreis Königsberg (Preußen) (ab 1939 Landkreis Samland) im Regierungsbezirk Königsberg der preußischen Provinz Ostpreußen, der sich anfangs aus zwei Landgemeinden und zwei Gutsbezirken zusammensetzte:
| Deutscher Name  | Russischer Name             | Bemerkungen                                                    |
| --------------- | --------------------------- | -------------------------------------------------------------- |
| Landgemeinden:  |                             |                                                                |
| Arnau           | Rodniki, vorher: Marjino    |                                                                |
| Jungferndorf    | Rodniki, vorher: Rjabinowka |                                                                |
| Gutsbezirke:    |                             |                                                                |
| Maternhof       |                             | 1928 in Teilen nach Arnau bzw. nach Jungferndorf eingegliedert |
| Preußisch Arnau | Rodniki                     | 1928 nach Arnau eingegliedert                                  |

Am 1. April 1939 wurde das westliche Nachbardorf Palmburg (russisch: Pribreschnoje) aus dem Amtsbezirk Lauth (russisch: Bolschoje Issakowo) in den Amtsbezirk Arnau umgegliedert. Am 1. Januar 1945 bestand der Amtsbezirk Arnau aus drei Gemeinden: Arnau, Jungferndorf und Palmburg.

### Jungferndorf (Rjabinowka)
Die seinerzeit Jungferndorf (um 1500 Jungfrawendorf, um 1539 Junckferndorf, nach 1542 Junckfrauendorf, bis 1946 Jungferndorf, nach 1946: Rjabinowka) genannte Landgemeinde bildet den östlichen Teil von Rodniki. Von 1874 bis 1945 war die Gemeinde in den Amtsbezirk Arnau eingegliedert.
Im Jahre 1910 lebten in Jungferndorf 177 Menschen. Ihre Zahl stieg bis 1933 auf 222 und betrug 1939 bereits 249.
Jungferndorf kam 1945 wie seine Nachbarorte zur Sowjetunion. Im Jahr 1947 erhielt der Ort die russische Bezeichnung Rjabinowka und wurde gleichzeitig dem Dorfsowjet Nisowski selski Sowet im Rajon Gurjewsk zugeordnet.

### Rodniki
Im Jahr 1950 bekam Preußisch Arnau wieder eigenständig den russischen Namen Rodniki und wurde gleichzeitig dem Dorfsowjet Nisowski selski Sowet im Rajon Gurjewsk zugeordnet. Vor 1975 wurden die beiden Orte Marjino und Rjabinowka an Rodniki angeschlossen. Von 2008 bis 2013 gehörte Rodniki zur Landgemeinde Nisowskoje selskoje posselenije und seither zum Stadtkreis Gurjewsk.

## Herrenhaus Arnau
In den ersten Jahren nach dem Zweiten Weltkrieg wurde das Arnauer ehemalige Herrenhaus Verwaltungssitz eines Sowchos. In ihm existiert ein Fremdenzimmer, in dem der oft hier weilende Dichter Joseph von Eichendorff während seiner Besuche wohnte. Das Gutshaus ist vom Verfall bedroht, wurde aber 2009 unter Denkmalschutz gestellt.

## Kirche

### Kirchengebäude
Bereits im Jahre 1364 wurde in Arnau eine Kirche erwähnt. Das Gebäude hat die Jahrhunderte mit mancherlei An- und Umbauten einigermaßen überstanden und befindet sich – nach zweckentfremdeter Nutzung als Lagerhalle zur Zeit der Sowjetunion – in keinem annehmbaren Zustand (2012). Sie enthielt mehr als zweihundert mittelalterliche Fresken, die zerstört wurden oder verblasst sind. Die Kirche gehört heute zum Kaliningrader Historischen Museum und wird für Gottesdienste der Russisch-orthodoxen Kirche sowie Ausstellungen genutzt. Nahe der Kirche wird im Bereich des ehemaligen Friedhofs (Skelettfunde) ein Gebäude der Orthodoxen Kirche errichtet.

### Kirchengemeinde
Bereits in vorreformatorischer Zeit war Arnau ein Kirchdorf. Die lutherische Reformation hielt hier schon sehr früh Einzug, bereits 1525 wurden Gottesdienste nach lutherischer Lehre gehalten. Gehörte die Kirchengemeinde einst zur Inspektion der Königsberger Oberhofpredigers, so war die Pfarrei dann bis 1945 in den Kirchenkreis Königsberg-Land II innerhalb der Kirchenprovinz Ostpreußen der Kirche der Altpreußischen Union eingegliedert.
Heute liegt Rodniki im Einzugsbereich der evangelisch-lutherischen Auferstehungskirche in Kaliningrad (Königsberg). Diese ist die Hauptkirche der in den 1990er Jahren entstandenen Propstei Kaliningrad der Evangelisch-lutherischen Kirche Europäisches Russland (ELKER).

## Verkehr

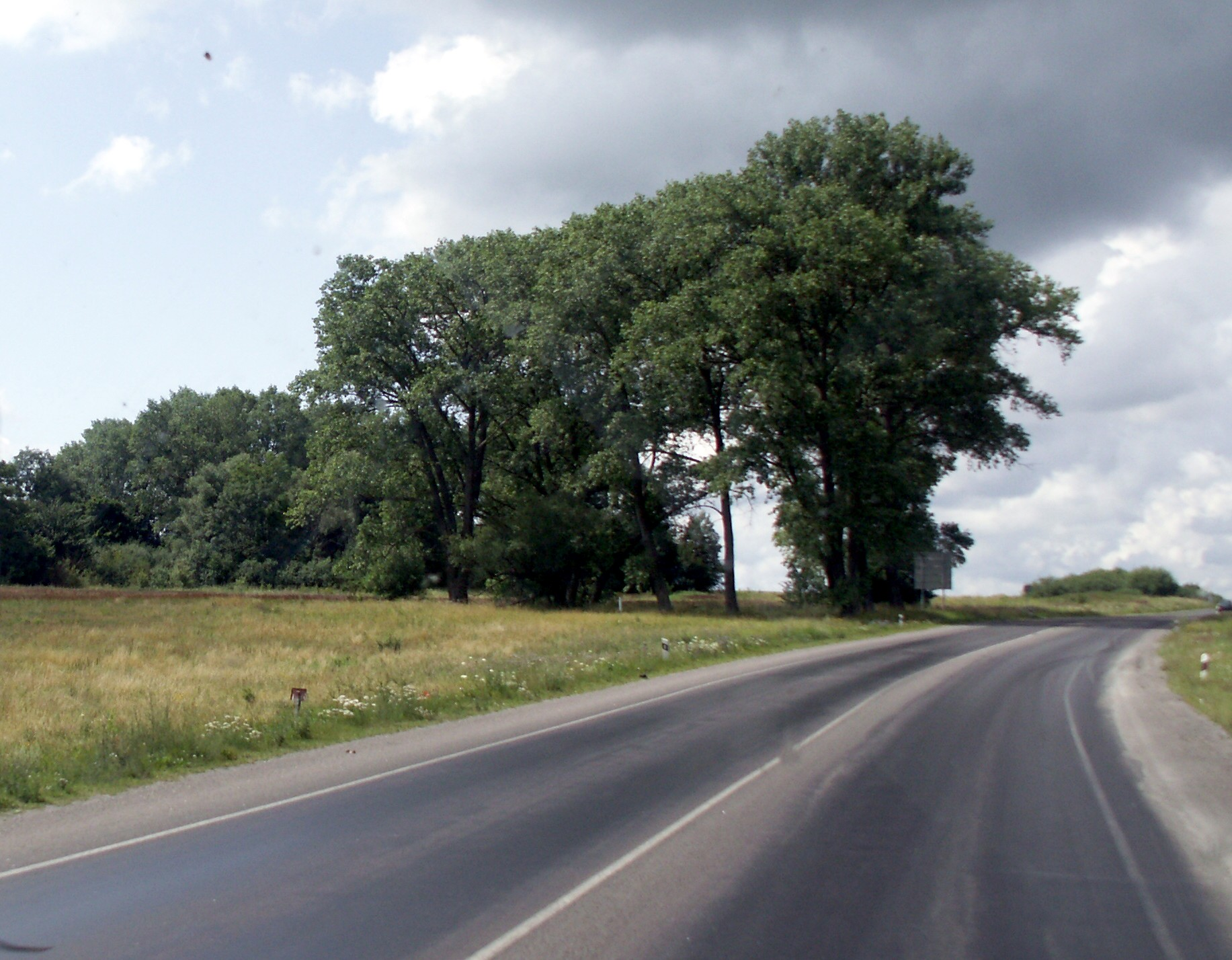
Die alte Fernstraße A 229/Reichsstraße 1 bei Arnau

Im Ort gabelt sich die alte und die neue Trasse der Föderalstraße A 229 (ehemalige deutsche Reichsstraße 1, heute auch Europastraße 77). Die Anbindung des nördlichen Ortsteils erfolgt über die Kommunalstraße 27K-363. 
Ein Bahnanschluss besteht nicht.

## Persönlichkeiten des Ortes

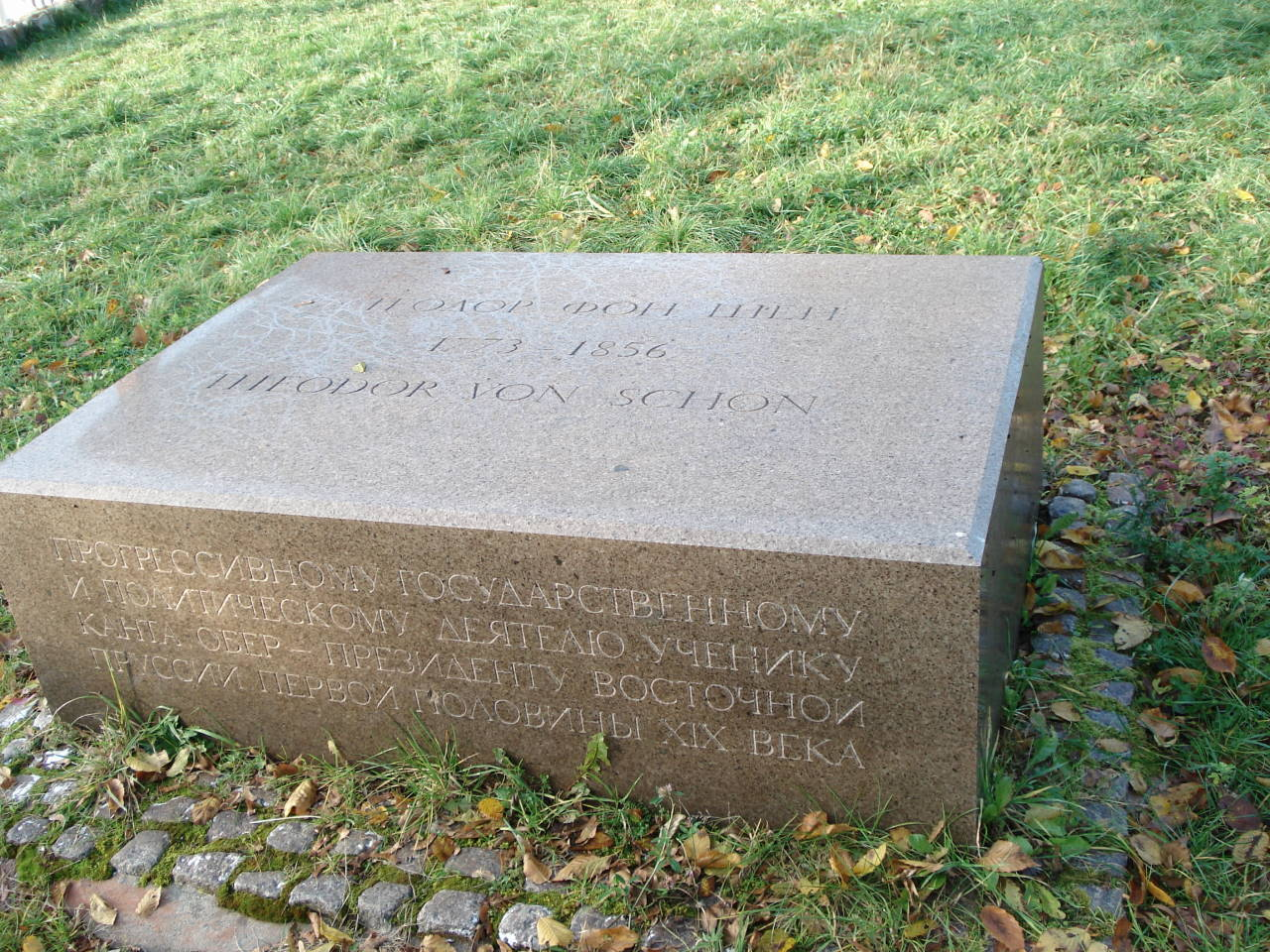
Gedenkstein für Theodor von Schön im Dorf (2007)

- Theodor von Schön (1773–1856), preußischer Staatsmann, Oberpräsident der Provinz Preußen, ab 1826 Gutsherr auf Arnau, lebte ab 1840 auf Gut Preußisch Arnau und starb hier am 23. Juli 1856. Er wurde in der Arnauer Kirche beigesetzt, doch wurde sein Sarg mit denen anderer 1949 aus der – nicht mehr existierenden – Familiengruft entfernt. Neben der Arnauer Kirche erinnert ein Gedenkstein an Theodor von Schön.
- Dora Eleonore Behrend (1877–1945), deutsche Schriftstellerin, geboren in Preußisch Arnau.